# خانه جواد صبار
خانه جواد صبار مربوط به دوره قاجار است و در بافت قدیم شیراز، محله درب مسجد، پشت مسجد نو پلاک ۵۹ واقع شده و این اثر در تاریخ ۱۰ خرداد ۱۳۸۲ با شمارهٔ ثبت ۸۷۰۹ به‌عنوان یکی از آثار ملی ایران به ثبت رسیده است.